# Gefechtshelm M92

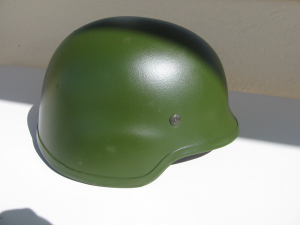
Шолом Gefechtshelm M92 прикордонної охорони ФРН

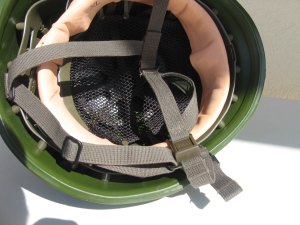

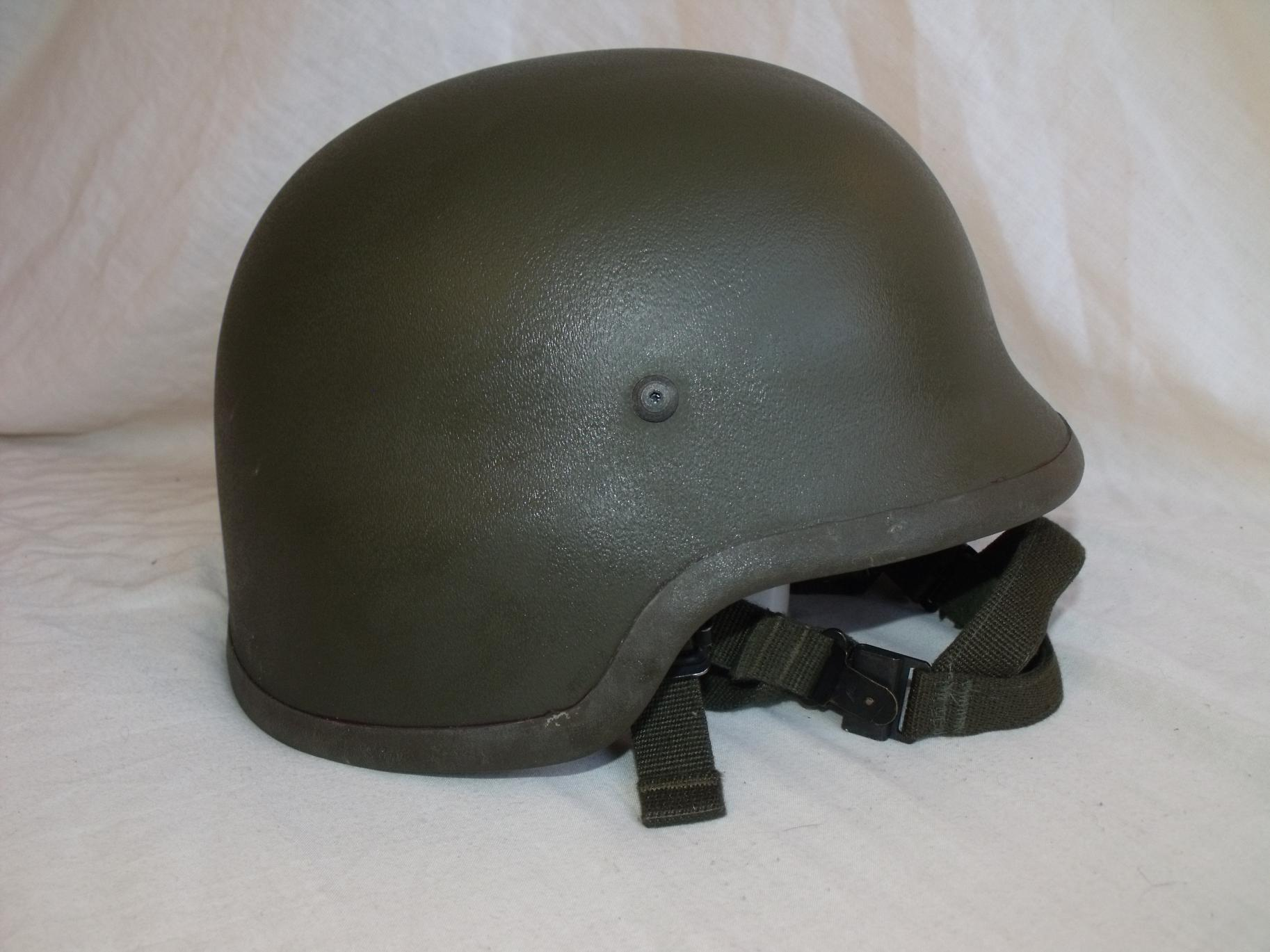
Шолом Schuberth M826

Gefechtshelm M92 (також відомий як Schuberth M826) — німецький загальновійськовий захисний шолом, який був розроблений і випускається компанією Schuberth GmbH.

## Історія
Розробка нового шолома для бундесверу для заміни попередніх сталевих касок американського зразка почалася в кінці 1960-х років і активізувалася в 1980 роки, після того, як на озброєння сухопутних військ США була прийнята каска PASGT.
15 січня 1992 року шолом був офіційно представлений і надалі став надходити у війська. Використовувався у великій кількості локальних конфліктів сучасності.

## Опис
Композитний кулезахисний шолом з кевлара з полімерним покриттям. Забезпечує протиосколковий та протикульовий захист. Оснащений пасовою системою для фіксації шолома на голові. Маса шолома складає 1,4 кг.
Забезпечує захист стандарту Standardised Regulation («STANAG») 2920, V50 mini: від осколків до 1,1 грама на швидкості 680 м/с. Виробляється в чотирьох розмірах: «S» (51,0-54,0 см), «М» (55,0 — 57,0 см), «L» = (58,0-60,0 см) та «XL» (61,0 — 64,0 см).
Зовні по дизайну завдяки козирку та потовщенню з боків нагадує німецький шолом часів Другої Світової. По кромці шолома є гумовий кант. Зовні видно три точки кріплення підшоломника, який складається з складної системи ударогашення. Підшоломник так само служить каркасом для обруча, який охоплює голову і сітки, що забезпечує найбільш комфортне носіння і безпеку. Обруч виконаний з пластика але має шкіряну вставку для того щоб шолом не ковзав по голові, так само на обручі є регулювання за обсягом голови. Таке ж регулювання присутнє на сітці, для регулювання по висоті. Підборідний ремінець дуже зручний і виконаний з міцної тканини і має три точки регулювання та швидкознімними кріплення.

## Варіанти і модифікації
- Schuberth Parade 826D — легкий декоративний шолом для батальйону почесної варти федерального міністерства оборони ФРН (Wachbataillon beim Bundesministerium der Verteidigung).

## Перспективи
В ході розробки нових засобів індивідуального захисту для військовослужбовців за програмою «Infanterist der Zukunft» (Піхотинець майбутнього) в 2013 році в якості заміни шоломів цієї моделі був запропонований новий захисний шолом Fast Ballistic Helmet компанії Ops-Core (США).

## Країни-експлуатанти
- Німеччина — з 1992 року використовується в збройних силах, прикордонній охороні та інших силових структурах
- Швейцарія — в збройних силах Швейцарії використовується модифікація Schubert 826 Swiss Armed Forces зі зміненим пасом (для забезпечення сумісності каски зі стандартним армійським протигазом CBRN)
- Україна — після початку російської агресії на сході України в 2014 році кілька сотень шоломів надійшло в добровольчий батальйон «Донбас».

## Використання в Україні
Завдяки розповсюдженню в Європі цей шолом дуже просто купити зі складського зберігання, тому з початком війни на Донбасі волонтери почали масово скуповувати його та передавати до України. Одним з перших їх прийняли на озброєння добровольчі підрозділи, зокрема батальйон «Донбас». У цілому станом на осінь 2014 вони кількісно поступались тільки американським зразкам.